# 鹿島川 (長野県)
鹿島川（かしまがわ）は、長野県大町市を流れる信濃川水系高瀬川支流の一級河川。

## 地理
北アルプスの五竜岳から発する大沢川を主流とし、鹿島槍ヶ岳や爺ヶ岳の東斜面から流出する大冷沢川、小冷沢川、大合沢川等の小河川が合流した後、西側の後立山連峰と東側の天狗山、小熊山などの山地に挟まれた谷底平地を流れ、大谷原付近からほぼ直線上に南に流下し、大町市街地の北西で高瀬川に合流する。下流域一帯では鹿島川扇状地を形成し、扇状地の中央部には高瀬川渓谷の葛温泉から引湯した大町温泉郷が形成されている。
河床は上流からの砂礫の搬出が著しく、花崗岩の大小の礫が堆積する。また上流部からは仁科三湖の青木湖へ引水され、湖面の水量を調節しながら発電用水としても利用されている。